# 杨黎
杨黎（1962年—），出生于成都，中国现代诗人。
杨黎1986年和周伦佑，蓝马等创立非非主义，并且成立《非非》民刊。1990年与他人合作出版《非非作品稿件集》并创作长诗《非非1号》。2002年，出版了长篇小说《灿烂》。

## 主要作品
- 《非非1号》
- 《灿烂》
- 《小杨与马丽》